# 劉英 (永樂進士)
劉英（？年—？年），字子美。江西承宣布政使司吉安府廬陵縣（今屬江西省吉安市）人，明朝政治人物。

## 經歷
|永樂九年（1411年）辛卯鄉試舉人。永樂十六年（1418年）戊戌科第二甲第二十三名進士出身。累遷光祿寺寺丞、行在大理寺右寺副。宣德十年（1435年），升大理寺右寺丞。正統七年（1442年）致仕。